# Taylors College
Taylors College được thành lập ở Melbourne vào năm 1920, Úc. Trường đào tạo chương trình PTTH (Lớp 10 - Lớp 12), chương trình Cao đẳng và Chương trình Dự bị đại học vào các trường đại học danh tiếng tại Úc và New Zealand. Trường có 4 chi nhánh ở Melbourne, Sydney, Perth và Auckland. Trường thuộc tổ chức giáo dục Study Group: tổ chức giáo dục hàng đầu thế giới.

## Lịch sử
George Taylor và Staff (GT & S) thành lập trường vào năm 1920. Taylors College là một trong 13 trường giảng dạy chương trình đào tạo đưa học sinh PTTH đậu vào Đại học Melbourne và chỉ trong vòng vài năm, trường đã thành công nhất về đầu ra của các sinh viên. Trong khi các Trường PTTH khác đã phải đóng cửa, PS GT & S ngày càng phát triển và ngày càng nhận nhiều học sinh đến từ nhiều quốc gia khác nhau.
George Taylor & Staff - nay đã đổi tên thành Taylors College - Học sinh quốc tế đầu tiên đến từ Trung Quốc vào năm 1925.
Trong 50 năm qua, từ năm 1920 - 1970, có hơn 320,000 học sinh Taylors College tốt nghiệp đậu vào các trường Cao đẳng và Đại học với nhiều cơ hội việc làm tốt.

## Giá trị
Có 5 lý do tạo nên giá trị hiệu quả và triết lý của Taylors College:
1. Sự tin cậy - bạn có thể tin tưởng vào các Chuyên gia giáo dục, các Giáo viên của trường

2. Sự chuẩn bị - chuẩn bị nền tảng vững chắc cho bạn bước vào Đại học

3. Sự quan tâm - mang đến sự quan tâm và chăm sóc tốt nhất cho học sinh khi họ cần

4. Tính cộng đồng - sự kết nối mang tính cộng đồng

5. Sự thành công - đảm bảo cho du học sinh có được sự thành công và đạt mục tiêu trong học tập và cuộc sống

## Chương trình

### Dự bị Đại học Monash (MUFY)[1]
Khóa Dự bị đại học tương đương với Lớp 12, đảm bảo một vị trí vững chắc vào Đại học Đại học Monash nếu học sinh đạt được những yêu cầu cần thiết.

### Dự bị Đại học Sydney (USFP)[2]
Khóa Dự bị đại học Sydney được thiết kế cho các học sinh có nền tảng học lực tốt và họ có thể học thành công tại Đại học Sydney hoặc các Trường đại học khác.

### Dự bị Đại học Tây Úc (UWAFP)[3]
Khóa Dự bị đại học Tây Úc được thiết kế cho các học sinh đậu vào trường Đại học Tây Úc.

### Dự bị Đại học Auckland (TAFY)[4]
Khóa Dự bị đại học Auckland được thiết kế cho học sinh đậu vào các trường Đại học Auckland, Đại học kỹ thuật Auckland và Đại học Massey.
Học sinh cũng có thể đăng ký đậu vào các trường Đại học New Zealand, Úc, Anh quốc hoặc Mỹ.

### Chương trình PTTH (Lớp 10-12)[5]
Taylors College đào tạo chương trình PTTH 3 năm của Úc PTTH (Lớp 10, Lớp 11 và Lớp 12) tại Melbourne và Sydney. Riêng tại trụ sở Perth chỉ có khóa lớp 11.
Chương trình PTTH tại Taylors College được thiết kế để học sinh có thể đảm bảo cả yêu cầu về trình độ Ngôn ngữ và học thuật cho các kỳ thi của bang:
-  Chứng chỉ tốt nghiệp PTTH Victorian (Victoria)
-  Bằng tốt nghiệp (New South Wales)
-  Bằng tốt nghiệp (Tây Úc)
Giáo trình học và mỗi kỳ thi được quản lý bởi các Bang.

### Chương trình Dự bị Tiếng Anh của Taylors (Taylors English Language Preparation - TELP)
Chương trình Tiếng Anh - thời lượng 12 tuần - đảm bảo học sinh có thể sử dụng Tiếng Anh tự tin và chính xác
.
TELP chú trọng đào tạo các kỹ năng:
- Ngôn ngữ chung
- Văn phong viết học thuật
- Ghi chú bài giảng
- Viết luận văn
- Nghe chuyên sâu
- Đọc hiểu
Hoàn tất khóa TELP, học sinh không phải thi IELTS đầu vào chương trình PTTH và Dự bị Đại học.

## Học bổng tại Taylors College
Hàng năm Taylors College đều có các học bổng dành cho du học sinh có trình độ nổi trội từ các nước, bao gồm Việt Nam.

## Trụ sở ở Úc và New Zealand

### Trụ sở Sydney
Taylors College Sydney nằm ở đường Bourke, Waterloo. Đây là tòa nhà 5 tầng hiện đại nằm gần trung tâm thành phố Sydney.

### Trụ sở Melbourne
Taylors College Melbourne nằm ở đường Lonsdale, cách trung tâm thành phố Melbourne khoảng 100m.
Xung quanh trường có các dịch vụ xe điện, tàu lửa, xe buýt, giúp việc đi lại các vùng trong thành phố Melbourne thuận lợi và dễ dàng.

### Trụ sở Perth
Taylors College Perth nằm ở ngay trong khuôn viên trường đại học Tây Úc, vùng Claremont.
Trụ sở rất gần các bến xe lửa, tàu hỏa, xe buýt, dễ dàng đi vào các vùng trong thành phố Perth.

### Trụ sở Auckland
Taylors College Auckland nằm ở đường Karangahape ngay trung tâm thành phố Auckland.
Từ trụ sở trường có thể đi bộ tới các trường đại học đối tác, đại học Auckland và đại học kỹ thuật Auckland. Trường cũng rất gần các khu thu viện công cộng, phòng triển lãm tranh, các khu mua sắm, nhà hàng và tuyến giao thông công cộng.

## Link đến các website khác
- Website Taylors College tiếng Việt Lưu trữ ngày 25 tháng 7 năm 2010 tại Wayback Machine
- Website Study Group
- Thông tin về chương trình MUFY - hợp tác giữa Đại học Monash và Taylors College Lưu trữ ngày 23 tháng 7 năm 2011 tại Wayback Machine
- Nhận định về Taylors College Lưu trữ ngày 4 tháng 5 năm 2010 tại Wayback Machine
- Giới thiệu về Taylors College trên newzealandeducated.com Lưu trữ ngày 29 tháng 3 năm 2010 tại Wayback Machine
- Giới thiệu về Taylos College Course trên studyinaustralia.gov.au[liên kết hỏng]
- Giới thiệu về Taylors College trên studylink.com[liên kết hỏng]
- Website CSU Study Centres tiếng Việt